# Charles Friedek
Charles Michael Friedek (* 26. srpna 1971 Gießen, Hesensko) je bývalý německý atlet, mistr světa, halový mistr světa a halový mistr Evropy v trojskoku.

## Kariéra
Největší úspěchy své kariéry získal v roce 1999. Na halovém MS v japonském Maebaši jako jediný ve finále překonal sedmnáctimetrovou hranici a výkonem 17,18 metru vybojoval zlatou medaili. V letní sezóně uspěl rovněž na světovém šampionátu v Seville, kde si výkonem 17,59 m vyrovnal osobní rekord z roku 1997 a stal se mistrem světa. Třetí zlatý úspěch vybojoval v roce 2000 na evropském halovém šampionátu v belgickém Gentu, kde titul získal v novém osobním maximu 17,26 m.
Jeho pozdější kariéru narušila série zdravotních problémů. Již na Letních olympijských hrách 2000 v Sydney ve finále skončil bez jediného platného pokusu. Těsně pod stupni vítězů, na 4. místě skončil v roce 2001 na halovém MS v Lisabonu, kde o bronzovou medaili přišel až v poslední sérii. O cenný kov ho připravil Brit Jonathan Edwards, který před šestou sérií figuroval na čtvrté pozici. Ve druhé a čtvrté sérii shodně doskočil do vzdálenosti 17,12 m, zatímco Friedek ve třetí sérii skočil o jediný centimetr dál. V poslední sérii se však Edwards zlepšil na 17,26 m a tímto výkonem si zajistil stříbrnou medaili. V témže roce rezignoval kvůli zranění na možnost, obhajovat titul mistra světa na světovém šampionátu v Edmontonu.
Posledního medailového úspěchu dosáhl v roce 2002 na ME v atletice v Mnichově, kde ve finále prohrál jen se Švédem Christianem Olssonem a získal stříbrnou medaili.